# Miody przelewickie
Miody przelewickie – regionalny produkt pszczelarski, charakterystyczny dla gminy Przelewice (powiat pyrzycki). 6 marca 2012 wpisany na polską listę produktów tradycyjnych (zgłaszającymi byli Ewa i Olgierd Kustosz).

## Historia

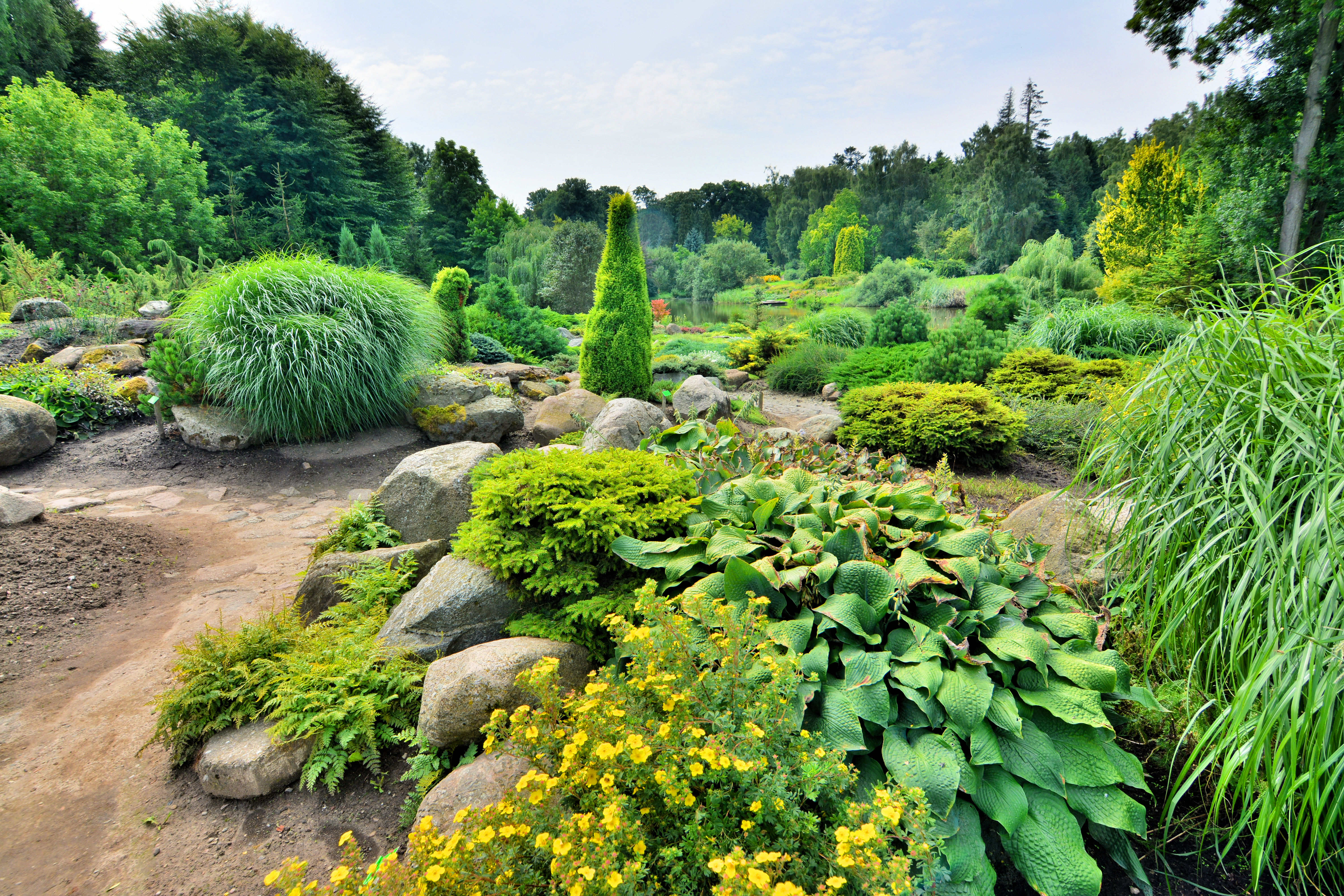
Ogród Dendrologiczny w Przelewicach – główne miejsce zbioru pożytków

Miody przelewickie wytwarzane są od drugiej połowy lat 40. XX wieku – w 1946 w Kłodzinie osiadła wielkopolska rodzina, która przywiozła sześć rodzin pszczelich. Hodowla pszczół rozrastała się – w latach 70. XX wieku założono pierwsze koło pszczelarskie (w samych Przelewicach w 1974). W latach 70. i 80. XX wieku hodowlą zajmowało się około 40–55 osób. W Przelewicach były 53 pnie pszczele. Miód do lat 90. XX wieku dostarczano do skupu w Lipianach (Rejonowa Spółdzielnia Ogrodniczo-Pszczelarska w Stargardzie). W 2011 utrzymywano 995 pni pszczelich, a liczba członków koła wynosiła 25 osób. Najaktywniejsza społeczność pszczelarska zamieszkiwała (oprócz Przelewic) wsie: Lucin, Bylice, Rosiny, Jesionowo, Myśliborki, Przywodzie, Ślazowo, Kluki, Kłodzino, Żuków, Gardziec, Topolinek, Kosin i Płońsko.

## Charakterystyka
Jako miody przelewickie wytwarzane mogą być miody: wielokwiatowy, lipowy, nektarowo-spadziowy, rzepakowy, gryczany, wrzosowy, bławatkowy, nawłociowy i faceliowy (płynne i skrystalizowane). Pożytek pochodzi przede wszystkim z terenu gminy Przelewice, w tym tamtejszego Ogrodu Dendrologicznego. Właściwości organoleptyczne i smakowe uzależnione są od poszczególnych gatunków, co reguluje wpis na listę produktów tradycyjnych.

## Nagrody i wyróżnienia
W 2011 miody przelewickie zdobyły I. nagrodę w kategorii Miody w wojewódzkim konkursie „Nasze Kulinarne Dziedzictwo – Smaki Regionów”.